# Белоконь, Кузьма Филимонович
Кузьма Филимонович Белоконь (1915—2005) — полковник Советской Армии, лётчик штурмовой авиации, участник Великой Отечественной войны, Герой Советского Союза (1944).

## Биография
Кузьма Белоконь родился 24 октября 1915 года в селе Юрченково (ныне — Чугуевский район Харьковской области Украины) в семье крестьянина. Учился на рабфаке. В 1937 году был призван на службу в РККА. В 1940 году окончил военное авиационное училище лётчиков в Сталинграде. Участник Великой Отечественной войны с самого её начала. Участвовал в боях на Украине, Ставрополье, Кавказе, Кубани, в Крыму. В 1942 году вступил в ВКП(б). Проходил службу в составе 227-го скоростного бомбардировочного авиационного полка (801-й штурмовой авиационный полк, 132-й гвардейский штурмовой орденов Богдана Хмельницкого и Александра Невского авиационный полк) в должности лётчика (11.1940 — 07.1941 гг.).
К июлю 1944 года капитан Кузьма Белоконь был командиром эскадрильи 103-го штурмового авиаполка 230-й штурмовой авиадивизии 4-й воздушной армии 2-го Белорусского фронта. К тому времени он совершил 93 боевых вылета, наносил удары по узлам сопротивления и скоплениям войск противника.
Указом Президиума Верховного Совета СССР от 26 октября 1944 года за «образцовое выполнение боевых заданий командования на фронте борьбы с немецко-фашистскими захватчиками и проявленные при этом мужество и героизм» капитан Кузьма Белоконь был удостоен высокого звания Героя Советского Союза с вручением ордена Ленина и медали «Золотая Звезда» за номером 4852.

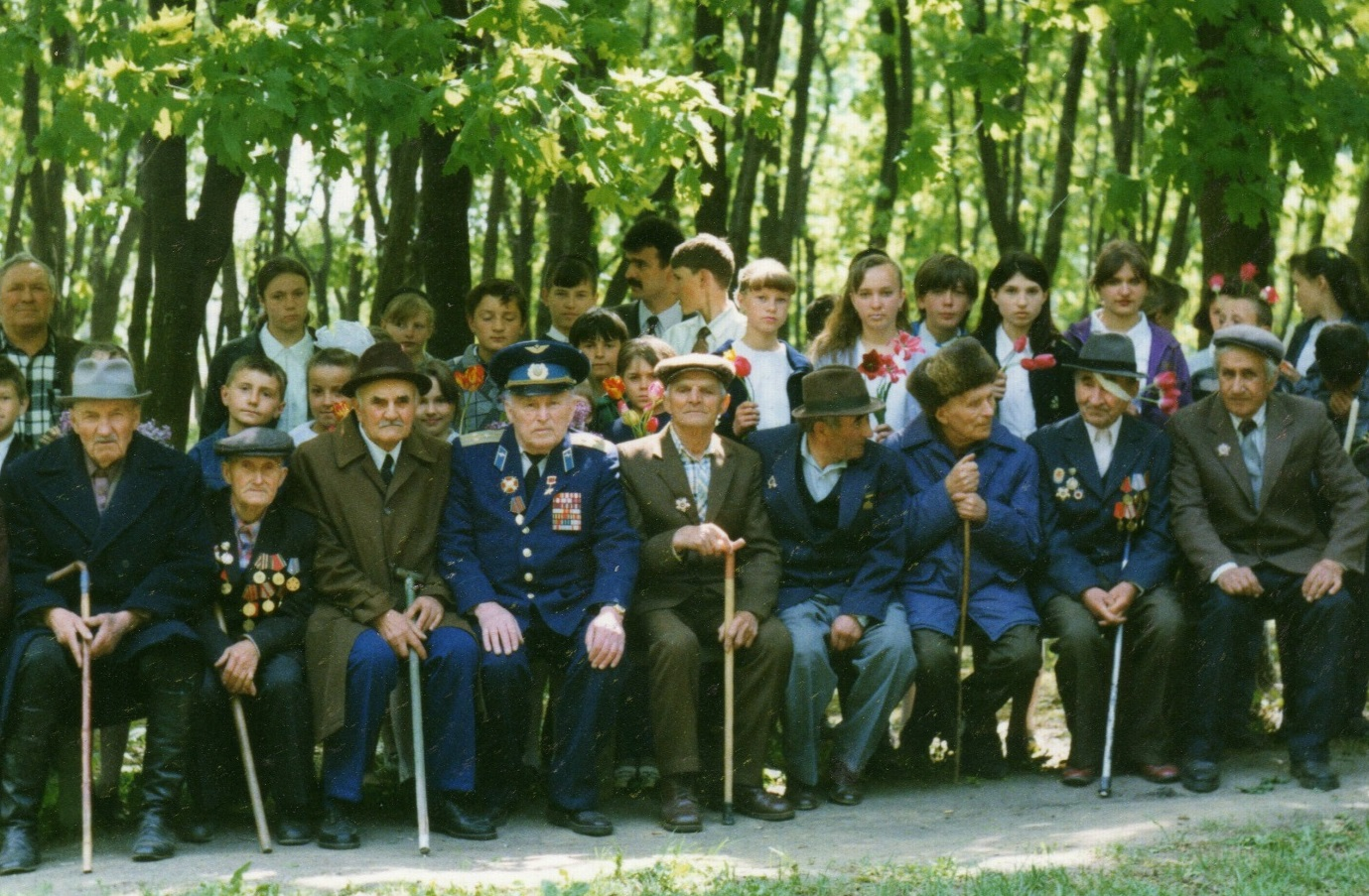
Белоконь К. Ф. (четвёртый слева) среди ветеранов села Юрченково.

Всего же за годы войны Белоконь совершил 170 боевых вылетов. 24 июня 1945 года он участвовал в Параде Победы на Красной площади в Москве. После окончания войны продолжил службу в Советской Армии, преподавал в Оренбургском и Чугуевском военных авиационных училищах. В 1957 году в звании полковника был уволен в запас. Проживал в Харькове. Умер 13 апреля 2005 года, похоронен на харьковском кладбище № 3.
Был также награждён тремя орденами Красного Знамени, орденом Александра Невского, орденами Отечественной войны 1-й и 2-й степеней, двумя орденами Красной Звезды, орденами Богдана Хмельницкого 1-й, 2-й и 3-й степеней, а также рядом медалей. Является почётным гражданином посёлка Печенеги Харьковской области. Имя Белоконя высечено на памятном знаке в городе Чугуев.

## Память
- Мемориальная доска в честь Героя Советского Союза К. Ф. Белоконя установлена в Харькове по адресу: Автострадная набережная, 5.